# Курганский электромеханический завод
ОАО «Курганский электромеханический завод» (КЭМЗ) — машиностроительное предприятие России, занимавшееся производством электрооборудования для систем электроснабжения, отраслей промышленного и гражданского строительства, сельского хозяйства и нефтедобывающих предприятий. Располагался в городе Кургане. Существовал в 1944—2021 годах.

## История
«Курганский электромеханический завод» был основан Решением Исполнительного комитета Курганского областного Совета депутатов трудящихся от 4 сентября 1944 года как «Курганский электроремонтный завод» и специализировался на ремонте электродвигателей, генераторов и магнето. В 1945 году на заводе работало 35 человек. Завод располагался в центре города (ул. Куйбышева).
В 1946 году начато освоение электротехнической продукции: станционных и моторных щитов, рубильников, разъединителей, силовых масляных трансформаторов ТМ-10/20 для электрификации сельского хозяйства.
28 мая 1948 года переименован в «Курганский электромеханический завод» и передан в ведение управления «Главсельэлектро» Министерства сельского хозяйства СССР. В июле 1956 года принято решение о перебазировании завода на новое место (ул. Ленина, 50).
В 1970-х освоено серийное производство подстанции КТПП-К-630-2, а затем на основе её внедрены в производство подстанция КТПП-В-630-2 и двухтрансформаторная подстанция КТПП-В-2×630-4.
ОАО «Курганский электромеханический завод» зарегистрировано 13 марта 1997 года, уставной капитал ОАО «КЭМЗ» составляет 4 129 200 руб., разделен на 4 192 200 штук обыкновенных именных акций номинальной стоимостью — 1 руб.
В 2010 году на заводе была разработана комплектная трансформаторная подстанция контейнерного типа, модельный ряд установок конденсаторных компенсации реактивной мощности КРМ-04-150 мощностью 50 — 600 квар, налажен выпуск светодиодных светильников. На сегодняшний день предприятие производит высоковольтное и низковольтное оборудование для систем электроснабжения, отраслей промышленного и гражданского строительства, сельского хозяйства и нефтегазодобывающих предприятий.
11 февраля 2014 года состоялось внеочередное собрание акционеров ОАО «КЭМЗ», на котором Генеральный директор А. И. Пильников освобождён от занимаемой должности. Он обратился в суд. Определением Арбитражного суда Курганской области от 18 февраля 2014 года заявление удовлетворено. Суд запретил ОАО «КЭМЗ» исполнять решения, принятые на общем собрании ОАО «КЭМЗ» от 11 февраля 2014 года, оформленные протоколом № 28 внеочередного общего собрания акционеров ОАО «КЭМЗ» от 11 февраля 2014 года, до вступления решения Арбитражного суда Курганской области по данному делу в законную силу. Не согласившись с судебным актом, Леонид Николаевич Скороходов, Дмитрий Геннадьевич Карпов, Евгений Прокопьевич Кузеванов и Виктор Муха обратились в суд с апелляционной жалобой. Восемнадцатый арбитражный апелляционный суд 10 апреля 2014 года отменил Определение Арбитражного суда Курганской области от 18 февраля 2014 по делу № А34-278/2014. А. И. Пильников вновь обратился в суд. Арбитражный суд Курганской области 23 мая 2014 года отказал в удовлетворении иска. А. И. Пильников подал кассационную жалобу. Федеральный арбитражный суд Уральского округа 2 июня 2014 года постановил оставить постановление суда апелляционной инстанции без изменения, а кассационную жалобу — без удовлетворения.
16 мая 2014 года Арбитражный суд Курганской области принял к производству заявление ООО «Имидж» о признании ОАО КЭМЗ (ИНН 4501005455) банкротом. Определением Арбитражного суда Курганской области от 30.07.2014 произведена процессуальная замена заявителя по делу о банкротстве № А34-3115/2014: Общество с ограниченной ответственностью «Имидж»  на  Общество с ограниченной ответственностью «Видент».
Определением Арбитражного суда Курганской области от 29 октября 2014 года в отношении Открытого акционерного общества «Курганский электромеханический завод» введена процедура банкротства наблюдение, временным управляющим утверждён Мишарин Максим Васильевич. 
За три месяца, в течение которых на ОАО «КЭМЗ» шла процедура наблюдения, объёмы производства значительно упали. Раньше завод выпускал в месяц продукции на 15—25 млн рублей, в феврале 2015 года на 2 млн рублей.
26 февраля 2015 года рассмотрев в судебном заседании дело по заявлению общества с ограниченной ответственностью «Капитал» Арбитражный суд Курганской области ввёл в отношении ОАО «Курганский электромеханический завод» процедуру внешнего управления. 
Решением Арбитражного суда Курганской области от 23 марта 2016 года (резолютивная часть от 16 марта 2016 года) ОАО «КЭМЗ» признано несостоятельным (банкротом), в отношении должника открыто конкурсное производство. Конкурсным управляющим утверждена Алешина Наталья Васильевна, член саморегулируемой организации арбитражных управляющих «Южный Урал».
12 сентября 2016 года, 13 марта 2016 года, 18 сентября 2017 года, 15 марта 2018 года, 16 апреля 2018 года, 15 мая 2018 года, 8 июня 2018 года, 27 июля 2018 года, 20 августа 2018 года, 18 сентября 2018 года, 18 апреля 2019 года, 18 сентября 2019 года, 18 марта 2020 года, 17 сентября 2020 года, 15 марта 2021 года, 2 апреля 2021 года Арбитражный суд Курганской области рассматривал в открытом судебном заседании отчёт конкурсного управляющего. 31 мая 2021 года вынесено определение о завершении конкурсного производства.
В реестр требований кредиторов должника включены требования 24 кредиторов. Требования первой очереди отсутствуют, требования второй очереди составляют 6339,72 тыс. руб. Требования третьей очереди составляют 107768,12 тыс. руб. Требования учитываемые за реестром: 17,12 тыс. руб. К сентябрю 2018 года требования кредиторов погашены на сумму 2800,00 тыс. руб. и 22680 тыс. руб. от реализации предмета залога. Проведена инвентаризация имущества. Балансовая стоимость имущества составила 146403 тыс. руб., рыночная — 95920 тыс. руб. Имущество реализовано на 62242,51 тыс. руб. К дебиторам предъявлены требования на сумму 76115 тыс. руб., взыскано 56 тыс. руб.
Согласно отчету конкурсного управляющего от 21 мая 2021 года в реестр требований кредиторов должника включены требования 24 кредиторов. Требования первой очереди отсутствуют, требования второй очереди составляют 1793,55 тыс. руб., удовлетворены на 100 %. Требования третьей очереди составляют 105171,99 тыс. руб., удовлетворены в размере 29127,41 тыс. руб. (27,69 %). Требования, учитываемые за реестром: 17,12 тыс. руб. Реестр требований кредиторов должника закрыт 26 мая 2016 года. Текущие обязательства должника составляют 58082 тыс. руб., непогашенный остаток 20130 тыс. руб.
11 августа 2021 года Восемнадцатый арбитражный апелляционный суд постановил: определение Арбитражного суда Курганской области от 07.06.2021 по делу № А34-3115/2014 оставить без изменения, апелляционную жалобу общества с ограниченной ответственностью «Нефто» – без удовлетворения.
31 августа 2021 года прекращена деятельность ОАО «КЭМЗ» в связи с его ликвидацией на основании определения Арбитражного суда Курганской области о завершении конкурсного производства по делу № А34-3115/2014.
На 1 сентября 2021 действует предприятие ООО «КЭМЗ» реализующее электротехническую продукцию на базе номенклатуры ОАО «КЭМЗ». 

## Продукция
- Комплексные трансформаторные подстанции наружной установки, климатического исполнения У1, УХЛ1
- Трансформаторы масляные силовые (мощностью до 1000 кВА на напряжение 10 (6) кВ), климатического исполения У1, УХЛ1.
- Установка компенсации реактивной мощности (КРМ-04-150)
- Электрощитовое оборудование
- Высоковольтная аппаратура
- Низковольная аппаратура
- Светильники светодиодные производственные и уличные
- Фотореле ФР-95М

## Заслуги
«Курганский электромеханический завод» — было одним из ведущих предприятий Урала по производству электрооборудования для систем электроснабжения, поэтому у предприятия достаточное количество грамот и дипломов..

## Директор
- 1944 год — 1971 год Спектор Ефим Львович
- 1971 год — июнь 1999 года Строкань Пётр Фёдорович
- 1999 год — 2009 год Батиков, Александр Леонидович
- 2009 год — 2014 год Пильников, Александр Иванович
- 2014 года — Кузеванов, Евгений Прокопьевич
- 29 октября 2014 года — 11 апреля 2016 года — временный управляющий Мишарин Максим Васильевич
- с 11 апреля 2016 года — 31 августа 2021 — конкурсный управляющий Алешина Наталья Васильевна
- с 14 марта 2022 Ковальчук Александр Юрьевич

## ООО «КЭМЗ»
22 сентября 2014 года зарегистрировано ООО «Курганский электромеханический завод» (ИНН 4510029678). Генеральный директор — Шакиров Алексей Юрьевич, с 4 декабря 2015 года —  Дорошок Игорь Владимирович, с 8 мая 2019 года — Соснин Андрей Владимирович, с 26 февраля 2021 года — Клоков Юрий Викторович, с 14 марта 2022 Ковальчук Александр Юрьевич. В 2020 году работало 35 человек, убыток — 5178 тыс. руб.

## Современное состояние
По данным на май 2021 года производство не прекращено, в здании заводоуправления расположены: ООО «Курганский электромеханический завод», ООО «Курганский центр оценки и экспертизы», частная охранная организация «Заслон», магазины и столовая «У Маруси».